# Live at Brixton (álbum de Of Mice & Men)
Live at Brixton es el primer álbum en vivo de la banda estadounidense Of Mice & Men, publicado el 27 de mayo de 2016 a través de Rise Records.

## Lista de canciones
1. «Public Service Announcement»: 3:51
2. «Glass Heart»: 3:19
3. «Broken Generation»: 4:03
4. «O.G. Loko»: 3:44
5. «Let Live»: 4:28
6. «You Make Me Sick»: 3:26
7. «This One's For You»: 3:03
8. «Feels Like Forever»: 3:13
9. «Bones Exposed»: 5:18
10. «Would You Still Be There»: 4:45
11. «Another You»: 6:06
12. «Identity Disorder»: 4:06
13. «Second And Sebring»: 7:15
14. «The Depths»: 3:59
15. «You're Not Alone»: 4:02

- Datos: Q24254909